# Роджер Лінн
Роджер Кертіс Лінн (англ. Roger Curtis Linn) — американський дизайнер електронних музичних інструментів та обладнання. Він є розробником LM-1, першої драм-машини, що використовує семпли, і семплера MPC, який мав великий вплив на розвиток хіп-хопу. Роджер Лінн також є членом Dead Presidents Society, групи новаторів у сфері електронної музики.

## Linn Electronics
У 1979 році Роджер Лінн і Алекс Моффетт заснували компанію Linn Moffett Electronics (незабаром її буде перейменовано в Linn Electronics), щоб розробити проєкт Лінна для створення драм-машини, яка використовує цифрові семпли та буде називатися LM-1. Моффет залишив компанію в 1982 році. Лінн використовував свою нову драм-машину та виступав із Леоном Расселом у своєму альбомі Life and Love у 1979 році.

### LM-1

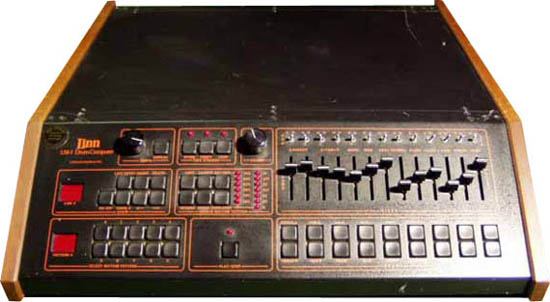
Лінн ЛМ-1

У 1980 році Роджер Лінн випустив першу у світі драм-машину з використанням цифрових семплів, LM-1 Drum Computer. LM-1 була першою драм-машиною, яка використовувала семпли справжньої ударної установки, яку Лінн записав із сесійним барабанщиком Лос-Анджелеса Артом Вудом. Приклади використання LM-1 можна знайти на записах Прінса, Гері Нумана та Майкла Джексона.

### LinnDrum

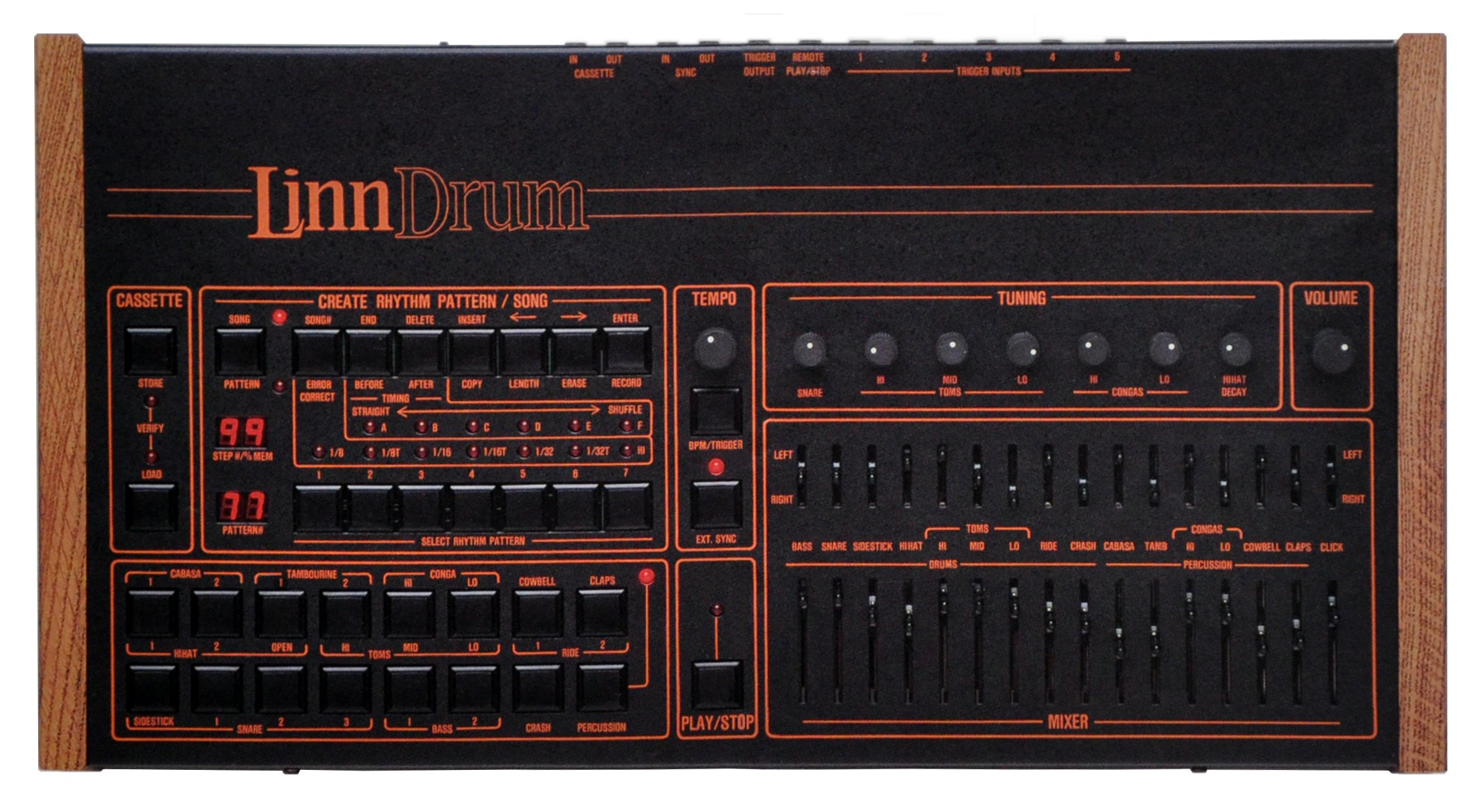
LinnDrum

У 1982 році Linn випустив LinnDrum як наступника LM-1. Це покращило LM-1 у деяких аспектах, наприклад, додавання семплів тарілок crash та ride. Один недолік: на LinnDrum можна налаштувати лише семпли малого барабана, тома та конги, тоді як LM-1 дозволяє налаштовувати кожен звук окремо. Його високоякісні зразки, гнучкість і доступність зробили LinnDrum популярним. Було продано більше одиниць, ніж його попередник (LM-1) і його наступник (Linn 9000) разом узятих. LinnDrum використовувався для незліченних записів протягом 1980-х років, включаючи міжнародний хіт a-Ha «Take On Me».

### Linn 9000

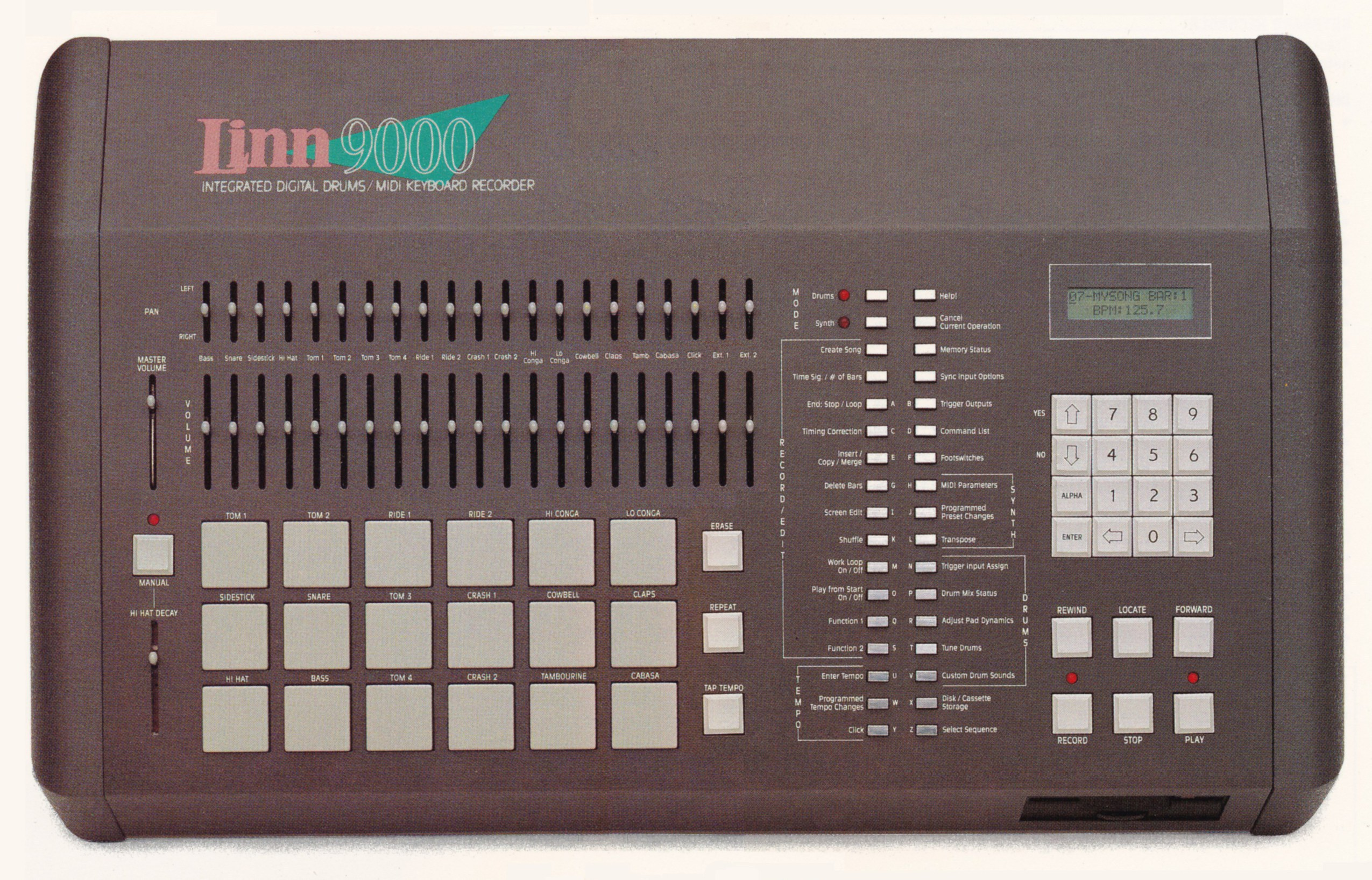
Linn 9000

У 1984 році Linn випустив Linn 9000 як наступника LinnDrum. Це була перша інтегрована цифрова драм-машина та MIDI-секвенсор. 9000 мав інноваційні функції, такі як динамічні чутливі гумові накладки, і вплинув на багато майбутніх конструкцій драм-машин. Але хронічні помилки програмного забезпечення призвели до репутації ненадійної компанії та призвели до остаточної загибелі компанії. 9000 можна почути в альбомі Майкла Джексона 1987 року «Bad» у таких фрагментах, як «Bad» і «Liberian Girl».

### LinnSequencer

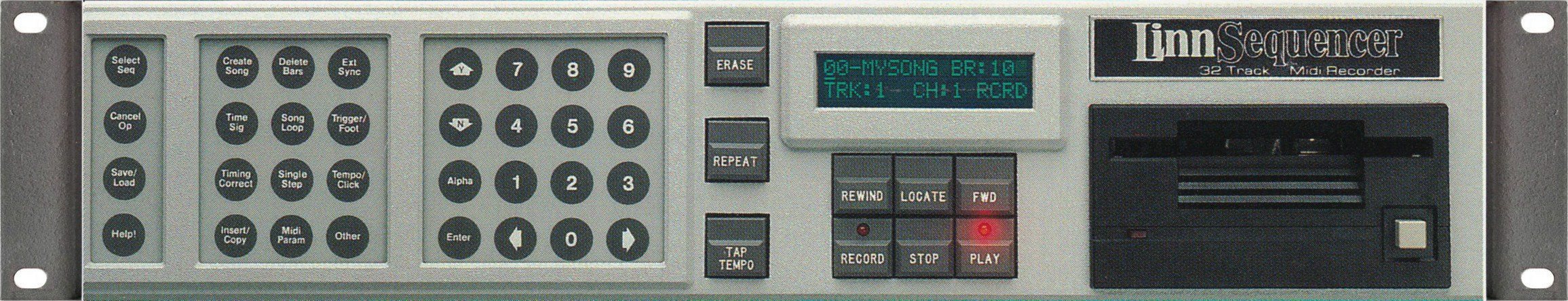
LinnSequencer

У 1985 році Лінн випустив LinnSequencer, 32-доріжковий апаратний MIDI-секвенсор для монтажу в стійку. Він використовував ту саму помилкову операційну систему, що і в Linn 9000. В результаті машина заслужила репутацію ненадійної. 

## Спадщина
Linn Electronics припинила свою діяльність у лютому 1986 року. Компанія Forat Electronics придбала решту активів, виробляла та продавала Forat F9000 і LinnSequencer до 1994 року та забезпечувала обслуговування, звуки, налаштування та оновлення для всієї лінійки Linn Electronics.
LM-1, LinnDrum і Linn 9000 стали синонімами музики 1980-х років. Linn 9000 і LinnDrum Midistudio започаткували концепцію Центру музичного виробництва або MPC.

## Akai MPC
Після Linn Electronics, Лінн співпрацював з японською компанією Akai для розробки MPC60, інтегрованої цифрової семплової драм-машини та MIDI секвенсора, випущеного в 1988 році  За словами Лінна, «[співпраця] добре підходила, тому що Akai потрібен був креативний дизайнер з ідеями, а я не хотів займатися продажами, маркетингом, фінансами чи виробництвом, у чому Akai був дуже хороший». За MPC60 пішли MPC60 MkII та MPC3000.

## Музична кар'єра
Роджер Лінн досяг певного успіху в написанні пісень, написав хіти («Promises», Ерік Клептон 1979; «Quittin' Time», Лу Енн Бартон 1986, Мері Чепін Карпентер 1991, Емі Бішоп 2009) і гастролював як гітарист із гуртом піаніст/автор пісень Леон Рассел у 1970-х роках у віці 21 року.
У 2011 році Роджер був нагороджений премією «Греммі» за життєві технічні досягнення, визнаючи його внесок в індустрію музичного звукозапису.